# Jusef Erabi
Jusef Erabi (* 8. Juni 2003 in Stockholm) ist ein schwedischer Fußballspieler. Er spielt bei Hammarby IF und gehörte zum Kader schwedischer Nachwuchsnationalmannschaften.

## Karriere

### Verein
Der afghanischstämmige Jusef Erabi wurde in Stockholm geboren und entstammt der Jugendabteilung von Hammarby IF. Am 15. August 2021 gab er im Alter von 18 Jahren bei der 0:2-Niederlage im Heimspiel gegen IF Elfsborg sein Profidebüt in der Allsvenskan. Mithilfe eines Zweitspielrechtes lief er in den Spielzeiten 2020, 2021 und 2022 für IK Frej bzw. für Hammarby Talang FF auf.

### Nationalmannschaft
Jusef Erabi ist schwedischer Nachwuchsnationalspieler und lief im Trikot der Altersklassen U18, U19 und U20 auf, bevor er am 19. Juni 2023 beim 5:0-Sieg im EM-Qualifikationsspiel gegen Gibraltar für die U21 Schwedens debütierte.